# Kanadische Badmintonmeisterschaft 1991
Die Kanadische Badmintonmeisterschaft 1991 fand vom 17. bis zum 19. Mai 1991 im Canadian Coast Guard College in Sydney statt.

## Finalresultate
| Disziplin    | Sieger                      | Finalist                  | Ergebnis           |
| ------------ | --------------------------- | ------------------------- | ------------------ |
| Herreneinzel | Bryan Blanshard             | Jaimie Dawson             | 15-6, 15-6         |
| Dameneinzel  | Si-an Deng                  | Denyse Julien             | 11-5, 11-6         |
| Herrendoppel | Bryan Blanshard Mike Bitten | Anil Kaul David Humble    | 15-8, 17-18, 15-13 |
| Damendoppel  | Claire Sharpe Si-an Deng    | Denyse Julien Doris Piché | 15-10, 15-9        |
| Mixed        | Anil Kaul Si-an Deng        | Mike Butler Claire Sharpe | 15-9, 18-14        |

1. ↑  badmintonquebec.com listet die Ergebnisse des Dameneinzels in umgekehrter Reihenfolge.